# Pholcus genuiformis
Pholcus genuiformis is een spinnensoort uit de familie trilspinnen (Pholcidae). De soort komt voor in Algerije.